# Callidium sequoiarium
Callidium sequoiarium är en skalbaggsart som beskrevs av Fisher 1920. Callidium sequoiarium ingår i släktet Callidium och familjen långhorningar. Inga underarter finns listade.